# Blackburn Aircraft
Blackburn Aircraft Limited fue un fabricante de aeronave británico que se concentró principalmente en aeronaves navales y marítimas durante la primera parte del siglo XX.

## Historia
Aeronaves Blackburn fue fundada por Robert Blackburn, quién construyó su primera aeronave en Leeds en 1908 con la compañía Olympia Works en Roundhay abriendo en 1914.
La compañía de aviones y motores Blackburn fue creada en 1914, establecida en una fábrica nueva construida en Brough, Yorkshire del este en 1916, donde hermano de Robert Blackburn, Norman, sería más tarde director gestor. Al adquirir la compañía Cirrus-Hermes en 1937, Blackburn empezó a producir motores de aeronaves, la gama Blackburn Cirrus.
Para 1937, la presión para volver a armarse crecía y la fábrica de Yorkshire se acercaba a su capacidad máxima. Una amistad fortuita entre Maurice Denny, director de Denny Bros., de la compañía constructora de barcos Dumbarton, y Robert Blackburn resultó en la creación de una nueva fábrica Blackburn en el parque Barge, Dumbarton, donde la producción del Blackburn Botha comenzó en 1939.
El nombre de la compañía fue cambiado a Aeronaves Blackburn Limitada en 1939, y la compañía amalgamada con General Aircraft Limitada en 1949 como Blackburn y General Aircraft Limitada, volviendo a Aeronaves Blackburn Limitada en 1958.
Como parte de la racionalización de fabricantes de aeronaves británicas, su producción de aeronaves y operaciones de motor fueron absorbidas por Hawker Siddeley y Bristol Siddeley respectivamente. El nombre Blackburn fue completamente descartado en 1963.
Una compañía americana, Blackburn Aeronave Corp., fue incorporado en Detroit el 20 de mayo de 1929 para adquirir los derechos de diseño y patente de la aeronave de Blackburn Motor & de Avión Co., Ltd. en los EE. UU..Aeronaves de Detroit Corp. poseía un 90% y Blackburn Motor & de Avión Co., Ltd. un 10%. Los acuerdos cubrieron tales derechos en América del Norte y del Sur, exceptuando Brasil y ciertos derechos en Canadá, logrando que todas las herramientas especiales y los patrones fueran suministrados por la compañía de Reino Unido a precio de costo.

## Aeronaves

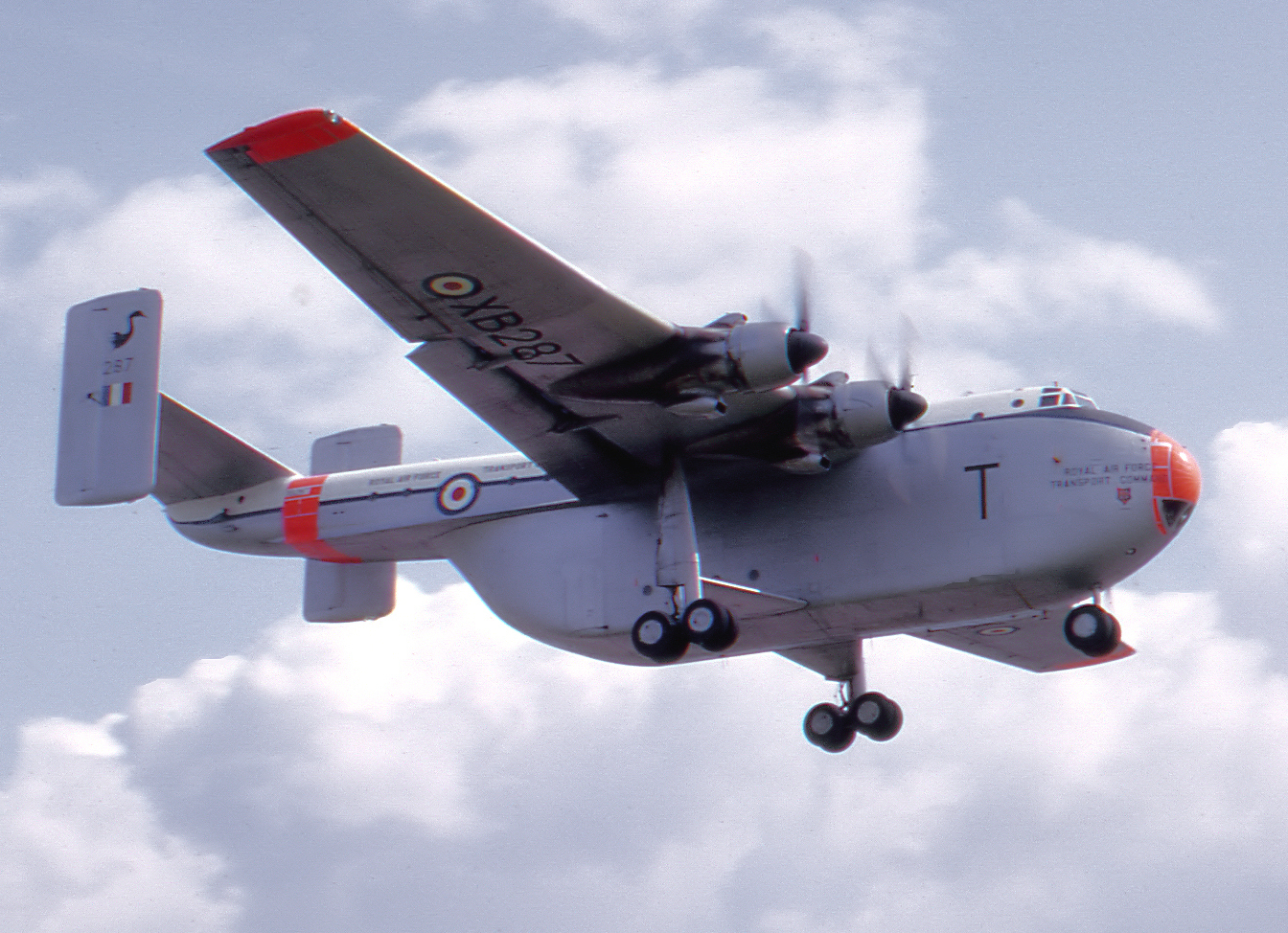
Blackburn Beverley fotografiado en 1964. Sirvió a la RAF como transporte de ascensor pesado entre 1955 y 1967. Se construyó un total de 47.

- Blackburn First Monoplane (1909) Avión monomotor monoplano de ala alta.
- Blackburn Second Monoplane (1911) Avión monomotor monoplano de ala media.
- Blackburn Mercury (1911) Aeronave de entrenamiento de dos asientos, monoplano monomotor de ala media.[9]
- Blackburn Tipo B (1912) Aeronave de entrenamiento de dos asientos, monoplano de ala media, monomotor. Un desarrollo de Blackburn Mercury
- Blackburn Tipo D (1912) Monoplano de ala media, único asiento, monomotor. Preservado en condiciones de vuelo por el Shuttleworth Colección en Old Warden, y sobrevive como la aeronave de fábrica británica más antigua.
- Blackburn Tipo E (1912) Monoplano monomotor, de ala media, perfilado en metal, monoplaza.
- Blackburn Tipo I (1913) Monoplano de ala media, 1 o 2 asientos, construido tanto como aeroplano o hidroavión.
- Blackburn Tipo L (1914) Biplano, hidroavión monomotor biplaza.
- Blackburn C.Un.15C (1932) Monoplano / biplano para diez pasajeros de ala alta, bimotor.
- Blackburn C.B.2 Nile (1930) Trimotor, biplaza, ala en parasol, transporte de carga, variante del Sydney.
- Blackburn F.1 Turcock (1928) Aeronave de combate, monomotor
- Blackburn F.2 Lincock (1928) Biplano de combate, monomotor, monoplaza.
- Blackburn F.3 (1934) Biplano de combate, monomotor, monoplaza, construido, nunca voló [10]
- Blackburn 2F.1 Nautilus (1929) Biplano de combate, monomotor, biplaza.
- Blackburn R.1 Blackburn (1922) Biplano naval de reconocimiento, monomotor, triplaza (spotter).
- Blackburn R.2 Airedale (1925) Monoplano de reconocimiento, monomotor de ala alta, triplaza.
- Blackburn R.B.1 Iris (1926) Hidroavión biplano, trimotor, cinco plazas[9]
- Blackburn R.B.2 Sydney (1930) Hidroavión de larga distancia, ala parasol, trimotor, cuatro plazas.
- Blackburn R.B.3 Perth (1933) Hidroavión biplano, trimotor, cinco asientos.
- Blackburn R.T.1 #Canguro (1918) Biplano de reconocimiento, bombardero torpedo, bimotor, triplaza.[9]
- Blackburn T.1 Swift (1920) Hidroavión, bombardero torpedo, monomotor, monoplaza.[9]
- Blackburn T.2 Dart (1921) Biplano, monomotor, monoplaza, bombardero torpedo.[9]
- Blackburn T.3 Velos (1925) Hidroavión, biplano bombardero, monomotor, biplaza.[11]
- Blackburn T.4 Cubaroo (1924) Biplano grande, bombardero torpedo, monomotor, cuatro-asientos.
- Blackburn T.5 Ripon (1926) Biplano de reconocimiento / Bombardero torpedo, monomotor, biplaza.[11]
- Blackburn T.7B (1929) Biplano bombardero / reconocimiento para la Armada Imperial Japonesa, monomotor, triplaza. Construido como Mitsubishi B2M.
- Blackburn T.8 Baffin (1932) Biplano, bombardero torpedo, monomotor, biplaza.
- Blackburn T.9 Shark (1933) Biplano, bombardero torpedo, embarcado, monomotor, triplaza.
- Blackburn B-1 Segrave (1930) Monoplano, de gira, motor gemelo, cuatro asientos, de ala baja.[12]
- Blackburn B-2 (1932) Biplano de formación, monomotor, biplaza.
- Blackburn B-3 M.1/30 (1932) Biplano naval, bombardero torpedo, monomotor, biplaza.
- Blackburn B-5 Baffin[11]
- Blackburn B-6 Shark[11]
- Blackburn B-7 (1934) Biplano de uso general.
- Blackburn B-9 (H.S.T. 10) (1936) Monoplano, motor gemelo, doce pasajeros, de ala baja, construido, nunca voló
- Blackburn Skua (1937) Monoplano naval, bombardero convencional y en picado, monomotor, biplaza, de ala baja.[13]
- Blackburn Roc (1938) Monoplano naval, bombardero convencional y en picado, monomotor, biplaza, de ala baja, torreta trasera (construido por Boulton Paul Aircraft)[5]
- Blackburn B-26 Botha (1938) Monoplano de reconocimiento/bombardero de torpedo y entrenador de tripulación, motor gemelo, cuatro asientos, de ala alta.[5]
- Blackburn B-29: Propuesta para una aeronave naval de reconocimiento, bombardero y torpedero para la Especificación S.24/37 (que resultó en el Fairey Barracuda); solo simulador, nunca voló.
- Blackburn B-20 (1940) Monoplano experimental, bimotor, seis asientos.
- Blackburn B-37 Firebrand F Mk.I (1942) Aeronave naval de combate, con hélice, monomotor, de un solo asiento.[14]
- Blackburn B.44 (1942) Hidroavión de combate, monomotor.
- Blackburn B-45 Firebrand TF MK.II (1943) Caza naval, con hélice, monomotor, monoplaza.
- Blackburn B-46 Firebrand TF MK.IV (1945) Caza naval, con hélice, monomotor, monoplaza
- Blackburn B-48 Firecrest (Y.Un.1) (1947) Caza naval, con hélice, monomotor, monoplaza.
- Blackburn B.50 (1945) Propuesta de diseño para un caza naval, impulsado por un solo motor Nene. No fue construido.[15]
- Blackburn B-52 - Propuesta diseño para un entrenador avanzado, monomotor, según especificaciones T.7/45. No construido.
- Blackburn B-54 (Y.A.5, Y.A.7, Y.A.8) (1949) Avión antisubmarino, monomotor con hélices contrarrotatorias, biplaza.
- Blackburn B.67 (1947) Propuesta de diseño para un caza naval según especificación N40/46. No construido.[16]
- Blackburn B.68 (1946) Propuesta de diseño para un caza naval. No construido.[16]
- Blackburn B.71 (1947) Propuesta de diseño para una versión de cubierta de aterrizaje flexible B.67. No construido.[16]
- Blackburn B.74 (1947) Propuesta de diseño para un caza naval. No construido.[16]
- Blackburn B.82 (1949) Propuesta de diseño para un caza naval según especificación N.14/49.[16]
- Blackburn B-88 (Y.B.1) (1950) Avión antisubmarino, monomotor turbopropulsor, biplaza, hélices contrarrotatorias.
- Blackburn B.89 (1951) Propuesta para un caza naval, especificación N.114T.[16]
- Blackburn B.90 (1951) Propuesta de diseño para una aeronave experimental de ala oscilante, ER.110T. No construido.[16]
- Blackburn B.94 (1951) Propuesta de diseño para una versión flexible de aterrizaje en cubierta, B.90. No construido.[16]
- Blackburn B.95 (1952) Propuesta de diseño para una versión revisada de B.89.[16]
- Blackburn B.97 (1952) Propuesta de diseño para un avión cohete de combate, según especificación F.124T. No construido.[16]
- Blackburn B.99 (1952) Desarrollo del N.97. No construido.[16]
- Blackburn B-101 Beverley (1950) Avión de transporte, cuatro motores, de ala alta y hélices (diseñado por Aeronave General)[9]
- Blackburn B.102 (1952) Propuesta de diseño para un caza de motor mixto basada en B.89 y B.95. No construido.[16]
- Blackburn B-103 Buccaneer (Y.B.3) (1958) Reactor naval de ataque, bimotor, biplaza, según especificación NA.39[9]
- Blackburn B.109 (1958) Propuesta de diseño del Buccaneer para la Real Fuerza Aérea Canadiense, con una velocidad de 1,5 Mach. No construido.[16]
- Blackburn B.112 (1958) Propuesta de diseño del Buccaneer para la Royal Navy, con una velocidad de 1,5 Mach. No construido.[17]
- Blackburn B.117 (1960) Propuesta de diseño para una versión de alta actitud del Buccaneer de combate. No construido.[17]
- Blackburn B.120 (1962) Propuesta de diseño del Buccaneer, con una velocidad de 1,8 Mach. No construido.[17]
- ANUNCIO Scout (1915) Avión diseñado para el Almirantazgo británico monomotor, monoplaza, anti-zepelines. Dos construidos, uno por Blackburn y otro por Hewlett & Blondeau.
- Blackburn Beagle (1928) Biplano bombardero monomotor, biplaza.
- Blackburn Blackburd (1918) Biplano bombardero torpedo, monomotor, monoplaza[18]
- Blackburn Bluebird (1924) Avión biplano de entrenamiento y enlace, monomotor, biplaza.
- Blackburn Bluebird IV (1929) Aeronave biplano de entrenamiento y enlace, monomotor, biplaza.
- Blackburn Propósito general (1916) Hidroavión bimotor, triplaza, biplano antisubmarino bombardero patrullero.
- Blackburn N.1B (1918) Avión biplano bombardero de escolta de barca de vuelo (empezado; no acabado; nunca voló).
- Blackburn Pelotita (1923) @– Solo-el motor solo-asiento biplano Schneider racer.
- Blackburn Sidecar (1919) Solo-motor dos-sentar mid ala monoplano ultraligero: no puede haber volado.
- Blackburn Sprat (1926) solo-motor dos-asiento biplano adelantó entrenador.
- Blackburn Triplane (1916) @– Blackburn-diseñado triplano versión de Scout
- Blackburn Twin Blackburn (1915) @– Gemelo-buque, bimotor, dos asientos, anti-Zeppelin, hidroavión.
- Blackburn White Falcon (1916) @– Monomotor dos asientos, monoplano de ala media.
- Alula D.H.6 (1921) @– aeronave experimental para probar el ala que utiliza un Airco DH.6.
- Alula Semiquaver (1921) @– Solo-motor conversión de ala del Martinsyde Semiquaver.
- Handley Page HP.88 (Blackburn Y.B.2) @– aeronave Experimental para Handley Page que utiliza un Supermarine-buque construido.